# Soucieu-en-Jarrest
Soucieu-en-Jarrest là một xã thuộc tỉnh Rhône trong vùng Auvergne-Rhône-Alpes phía đông nước Pháp. Xã này nằm ở khu vực có độ cao trung bình 400 mét trên mực nước biển.